# Alexander Kuoni

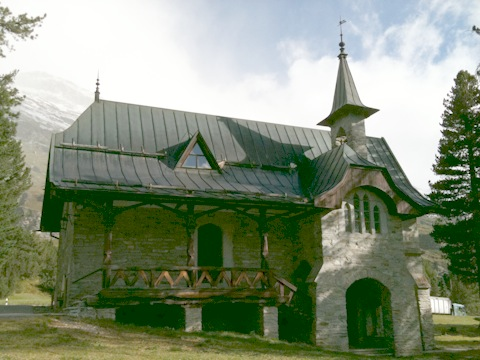
Reformierte Kirche Maloja

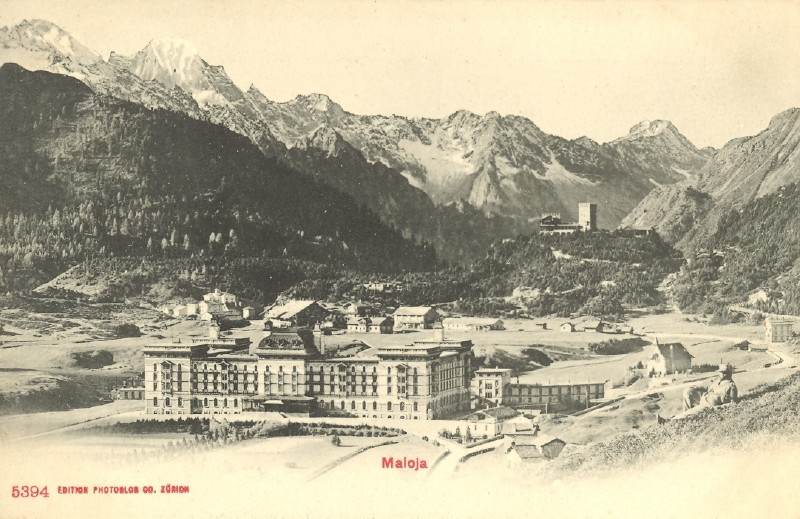
Maloja Palace, um 1890

Alexander Kuoni (* 7. Februar 1842 in Chur; † 21. Dezember 1888 ebenda) war ein Schweizer Baumeister und Architekt, der Begründer des Baumeister-Zweiges der Bündner Familie Kuoni.

## Leben und Wirken
Nach dem Besuch der Kantonsschule in Chur und eines Privatinstituts in St. Gallen studierte Alexander Kuoni am Polytechnikum Karlsruhe und bildete sich in Lausanne und Winterthur fort. Nach seiner Rückkehr nach Chur konnte er das Baugeschäft des Vaters rasch erweitern. 
Er trat für eine Vielzahl von Bauten als Unternehmer auf, nach dem Café Calanda in Chur zunächst für eine Fabrik in Landquart, dann die Churer Villen Lorez, Zambail, Bavier, das Hauptwerk des Architekten Johannes Ludwig, die Villa Planta in Chur. In Maloja erbaute er das Kurhaus-Palace nach Plänen von Jules Rau, dort errichtete er zudem die Kirche, die Osteria Vecchia und die Villen Rosée, Rau und Kuoni. 
Nach dem Entwurf von Nicolaus Hartmann entstand in St. Moritz die Villa Planta. Daneben baute er die Zollstation Campocologno, das Bad Rothenbrunnen und war am Bau der Gebäude der Bahnstrecke Landquart–Davos Platz beteiligt. Als erfolgreicher Bauunternehmer war er Inhaber der Chaletfabrik Kuoni & Co. Alexander Kuoni starb im Alter von 47 Jahren, auf der Fahrt von Maloja nach Chur, an einem Herzinfarkt.